# Onderscheidingsvlag Minister (Nederland)
De onderscheidingsvlag van een Nederlandse minister is bij Koninklijk Besluit van 28 september 1972, Staatsblad 585, vastgesteld als onderscheidingsvlag van een minister, met uitzondering van de minister van het departement van Defensie, die een eigen vlag heeft.

## Beschrijving
De officiële beschrijving luidt:
Zeven banen van rood, wit, blauw, wit, rood, wit en blauw, waarvan de hoogten zich verhouden als 1:1:1:6:1:1:1 met op het midden een gele, gekroonde leeuw, rood getongd en genageld, houdende in zijn rechtervoorklauw een wit zwaard met geel gevest en in zijn linker- een bundel van zeven witte pijlen met gele punten en te zamen gebonden door een geel lint
Dit is de leeuw zoals deze ook op het rijkswapen is afgebeeld.

## Voormalige vlag
| Vlag | Gebruik                                           | Beschrijving |
| ---- | ------------------------------------------------- | --- |
|      | Ministers en ambassadeurs (van 1816 tot onbekend) | Vastgelegd in het "Reglement op de eerbewijzen en saluten", vastgesteld bij Koninklijk Besluit van 16 maart 1816, nummer 46. De (niet officiële) beschrijving luidt: De Nederlandse vlag met daarboven een over een derde van de lengte gespleten wimpel in de kleuren van de Nederlandse vlag. Vanaf ongeveer tweede helft 19e eeuw wordt deze alleen nog voor de Minister van Defensie genoemd. |